# Ta' Dmejrek
Ta' Dmejrek este cu 253 m cel mai înalt punct din Insula Malta, precum și din întregul arhipelag maltez. 